# RMS Queen Elizabeth
 Der er for få eller ingen kildehenvisninger i denne artikel, hvilket er et problem. Du kan hjælpe ved at angive troværdige kilder til de påstande, som fremføres i artiklen.

RMS Queen Elizabeth var et britisk oceanskib, opkaldt efter den britiske dronning Elizabeth.
Queen Elizabeth var det største passagerskib, der hidtil var søsat. Skibet var 314 meter langt og 82.998 bruttoregisterton stort. Skibet løb af stablen i 1940 og blev brugt som troppetransportskib under 2. verdenskrig.
Under Cunard Line indgik det i regulær transatlantisk rutefart i 1946. I 1968 blev skibet taget ud af drift og solgt med henblik på at blive indrettet til universitet. Skibet blev dog ødelagt ved en brand i Hong Kongs havn den 9. januar 1972.